# Niphoparmena longespinipennis
Niphoparmena longespinipennis är en skalbaggsart som beskrevs av Stefan von Breuning 1970. Niphoparmena longespinipennis ingår i släktet Niphoparmena och familjen långhorningar. Inga underarter finns listade i Catalogue of Life.